# Avenue de Suffren
Pour les articles homonymes, voir Suffren.
L’avenue de Suffren est une avenue qui délimite les 7e et 15e arrondissements de Paris.

## Situation et accès

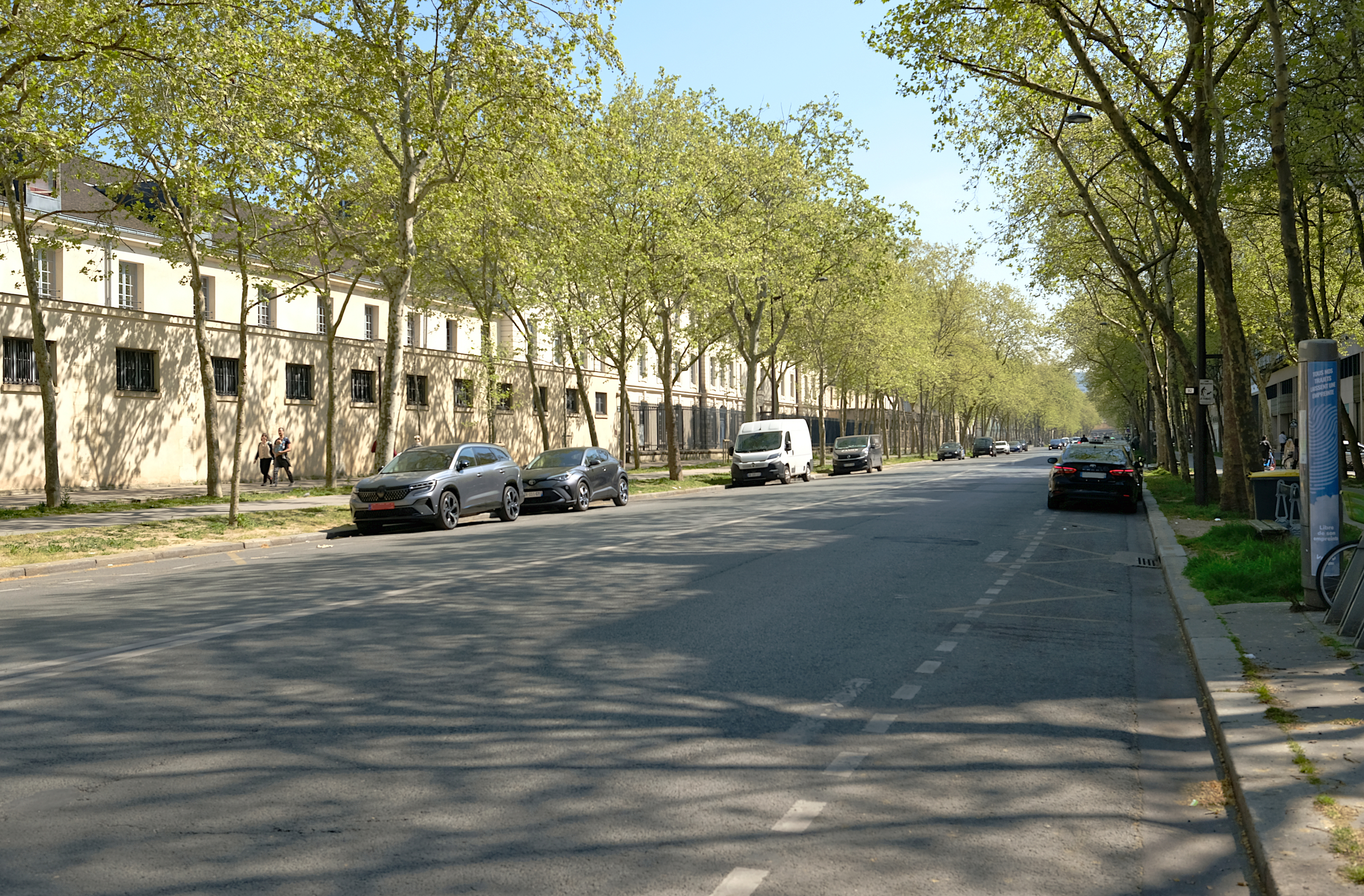
L'avenue de Suffren vue depuis l'avenue de la Motte-Picquet.

L’avenue de Suffren commence quai Branly et aboutit boulevard Garibaldi au niveau de la place de la République-de-Panama.
Elle croise l’avenue de La Motte-Picquet, l’avenue de Lowendal, l’avenue de Ségur et la rue Pérignon.
La rue de Buenos-Aires, l’avenue Octave-Gréard, la rue Jean-Rey, la rue du Général-Lambert, la rue Desaix, l’avenue Joseph-Bouvard, la rue Jean-Pierre-Bloch, la rue Champfleury, la rue de Presles, l’avenue du Général-Détrie, la rue de la Fédération, la rue Jean-Carriès, la rue Dupleix, l’avenue de Champaubert, la rue du Laos, la rue de l'Abbé-Roger-Derry, la rue Mario-Nikis, la rue Chasseloup-Laubat, la rue Valentin-Haüy, la rue Bellart, la rue Rosa-Bonheur, la rue Barthélemy commencent ou finissent avenue de Suffren.
La station de métro Ségur sur la ligne 10 se situe sur l'avenue de Suffren au croisement de la rue Pérignon. Cette ligne de métro suit le tracé de l'avenue jusqu'à la station voisine La Motte-Picquet - Grenelle qui dessert l'avenue de Suffren près du croisement avec l'avenue de La Motte-Picquet.

## Origine du nom

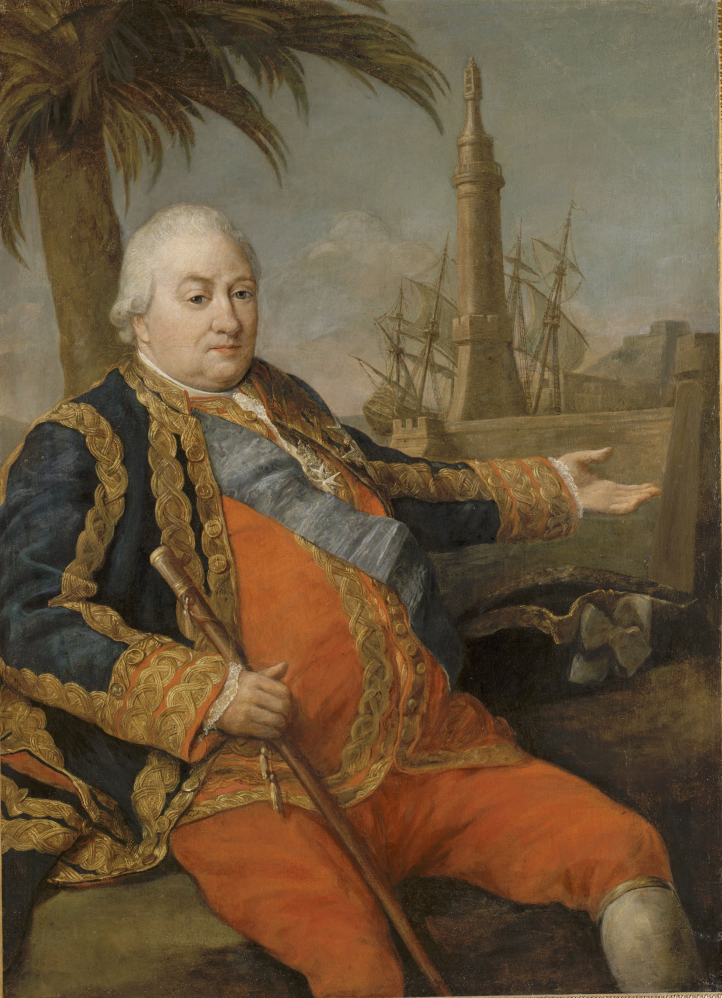
Suffren en grand uniforme d'officier général de la Marine, portrait de Pierre-André de Suffren, réalisé probablement lors du voyage du bailli en Italie.

L'avenue tire son nom du vice-amiral français Pierre André de Suffren (1729-1788).

## Historique
L'avenue est formée entre les actuels quai Branly et avenue de Lowendal lors de la formation du Champ-de-Mars vers 1770. En 1838, le ministre des Finances est autorisé à céder à la ville de Paris cette avenue.
En 1867, le prolongement de l'avenue jusqu'à la rencontre de la rue Barthélemy et du boulevard de Grenelle (actuel boulevard Garibaldi) est déclaré d'utilité publique. L'avenue vient toutefois buter sur les abattoirs de Grenelle. Après la destruction des cet établissement, elle est prolongée au-delà du no 155 entre la rue Bellart et le boulevard Garibaldi.

## Bâtiments remarquables et lieux de mémoire
- Nos 1-3 : ensemble d'immeubles de style Art déco appelé « îlot Chirac » ou, antérieurement, « îlot Branly », construit au début du XXe siècle et propriété depuis lors de la famille des descendants de Christophe-Philippe Oberkampf, couvrant une surface de plus de 10 000 m2 et comptant une soixantaine d’appartements. L’ensemble est vendu en 2024 à un investisseur français, auquel est associé l'homme d'affaires Thomas Fabius[5], pour un montant de 170 millions d’euros[6].
- No 2 : stade Émile-Anthoine.
- Nos 15-19 : immeuble construit en 1916 par l’architecte René Patouillard-Demoriane pour le ministère de la Marine[7].
- Du no 16 au  no 26 : en 1867 s'y installe l'usine Sautter-Harlé, produisant des lentilles de phares. Elle fonctionnait en lien avec le dépôt du Trocadéro du Service des phares et balises. Elle s'étend par la suite aux rues Jean-Rey et de la Fédération. En 1960, elle occupe 22 000 m2 et compte 1 000 employés[8]. Elle a fusionné en 1956 puis a disparu en 1966.
- No 76 : emplacement de la grande roue de Paris, construite pour l'Exposition universelle de 1900 et démantelée entre 1920 et 1922. Son emplacement à l'époque était désigné comme le no 74[9],[10].
- No 78 : le Village suisse.
- No 80 : lors de l'Exposition universelle de Paris de 1889, une reproduction de la Bastille est érigée à cette adresse[11],[12].
- Nos 92-94 : immeuble construit en 1929 par les architectes Jean Boucher et Paul Delaplanche, les sculptures sont de F.-P. Joyeux.
- No 106 : autrefois, adresse d'une maison close. Fréquenté sous l'occupation par les militaires allemands, l'établissement est ravagé le 5 février 1942 par un attentat à la bombe, commis sous la direction de Pierre Georges (futur « colonel Fabien »), avec Georges Tondelier, Gaultier et un autre membre des Bataillons de la jeunesse qui n'est connu que sous le pseudonyme de « Paul[13] ». L'emplacement de ce lupanar est aujourd'hui occupé par un immeuble moderne.
- No 120 : Henri Michaux y habita de 1968 jusqu'à sa mort en 1984.
- No 125 : entrée du centre de conférences de la maison de l'UNESCO où se déroulent notamment les conférences générales de l’UNESCO.
- No 145 : ambassade du Panama en France.
- No 147 : le ténor Albert Alvarez (1861-1933), commanditaire du 23 ter boulevard Berthier y est décédé.
- No 158 bis : Robert Wogensky (1919-2019), peintre, y naquit.
- No 164 : Charles Astruc (1916-2011), helléniste, historien et poète, habita à cette adresse[14].
- À l'angle de l'avenue de Ségur se trouve la Caisse autonome nationale de sécurité des mineurs. Le bâtiment a été construit en 1922 par les architectes Davidson et René Patouillard-Demoriane. En ferronnerie, la porte principale est ornée d'un médaillon figurant un mineur, surmontée d'une sculpture d'un mineur. Initialement de trois étages, il est surélevé de trois autres en 1948[15].

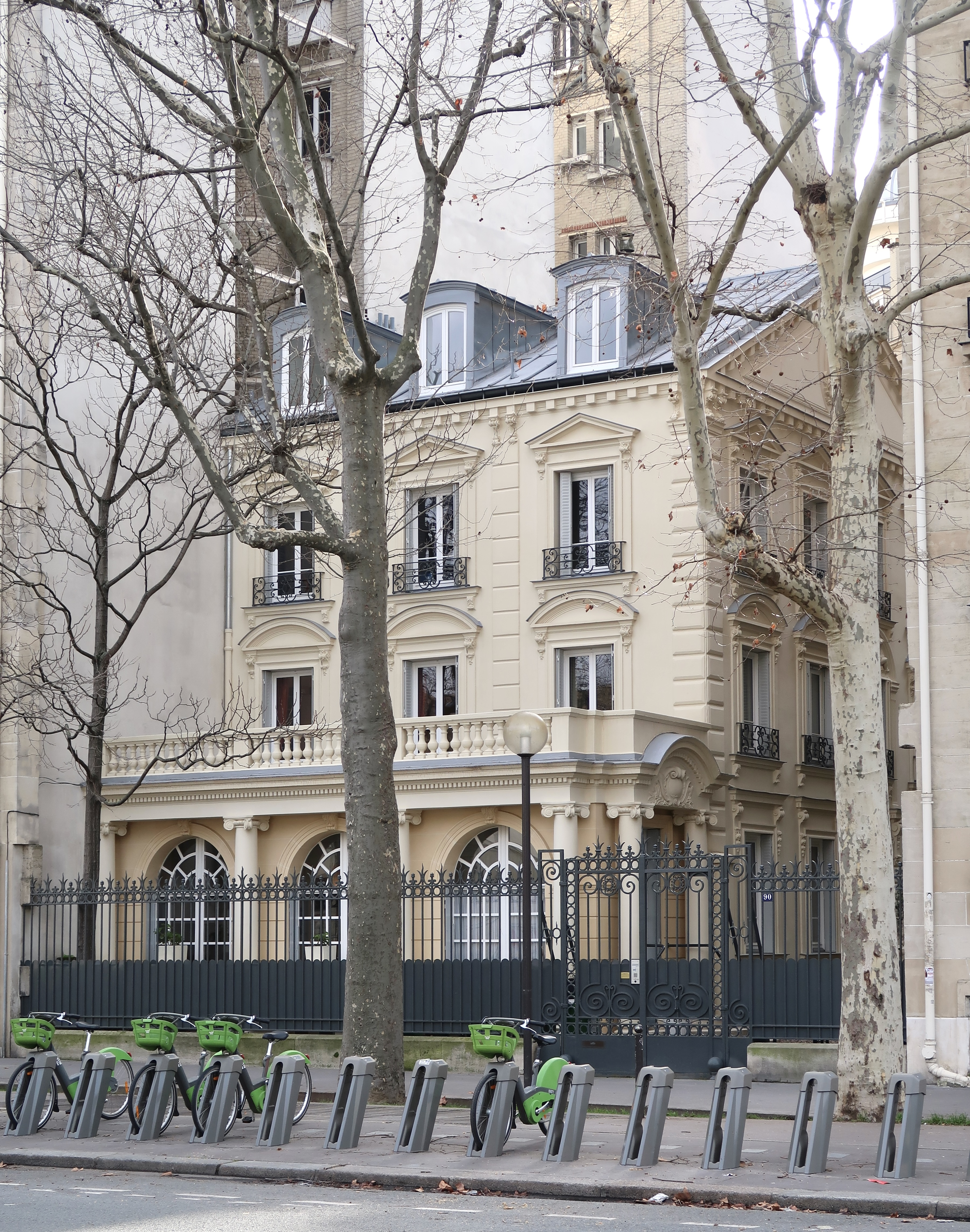
No 90.
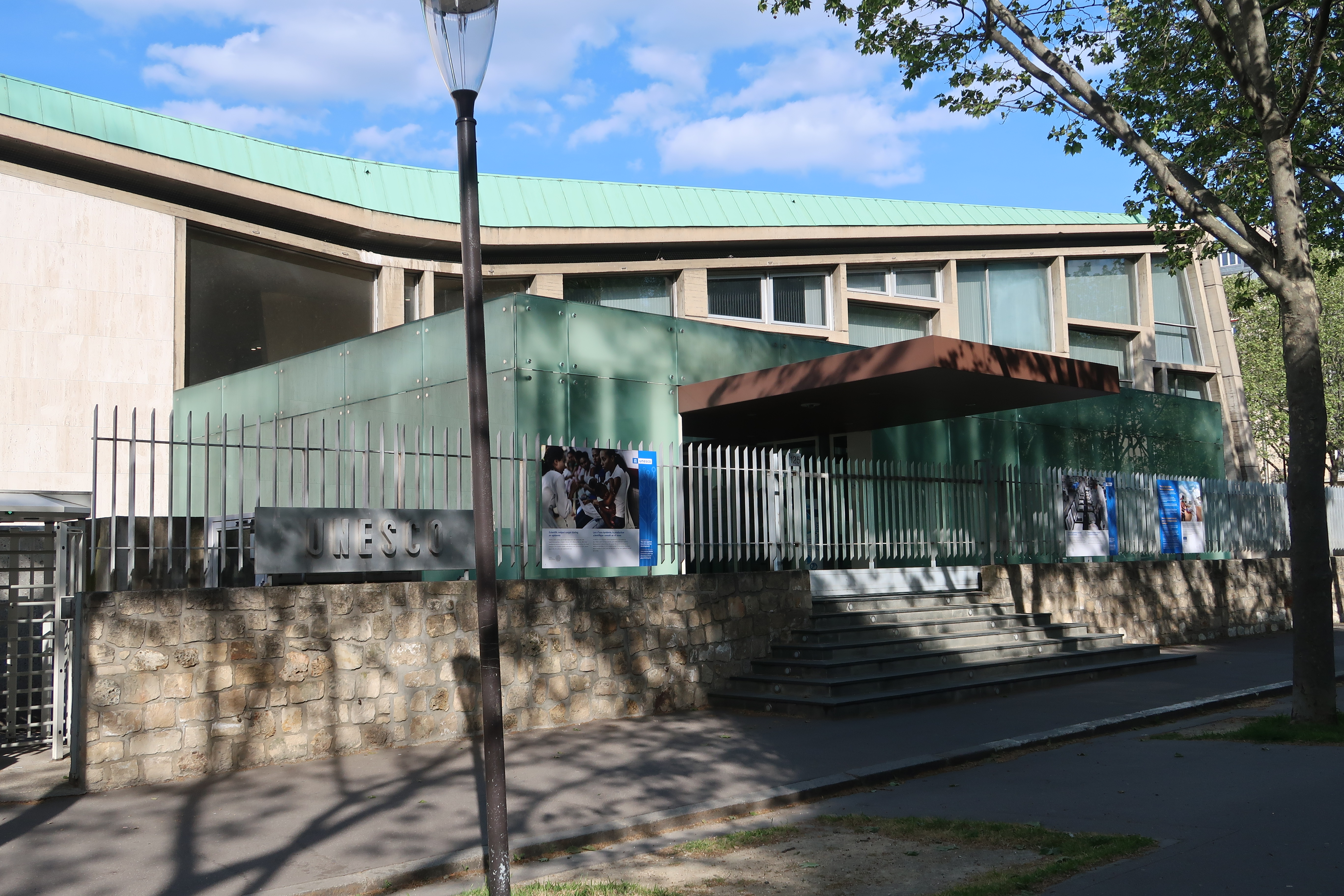
No 125.
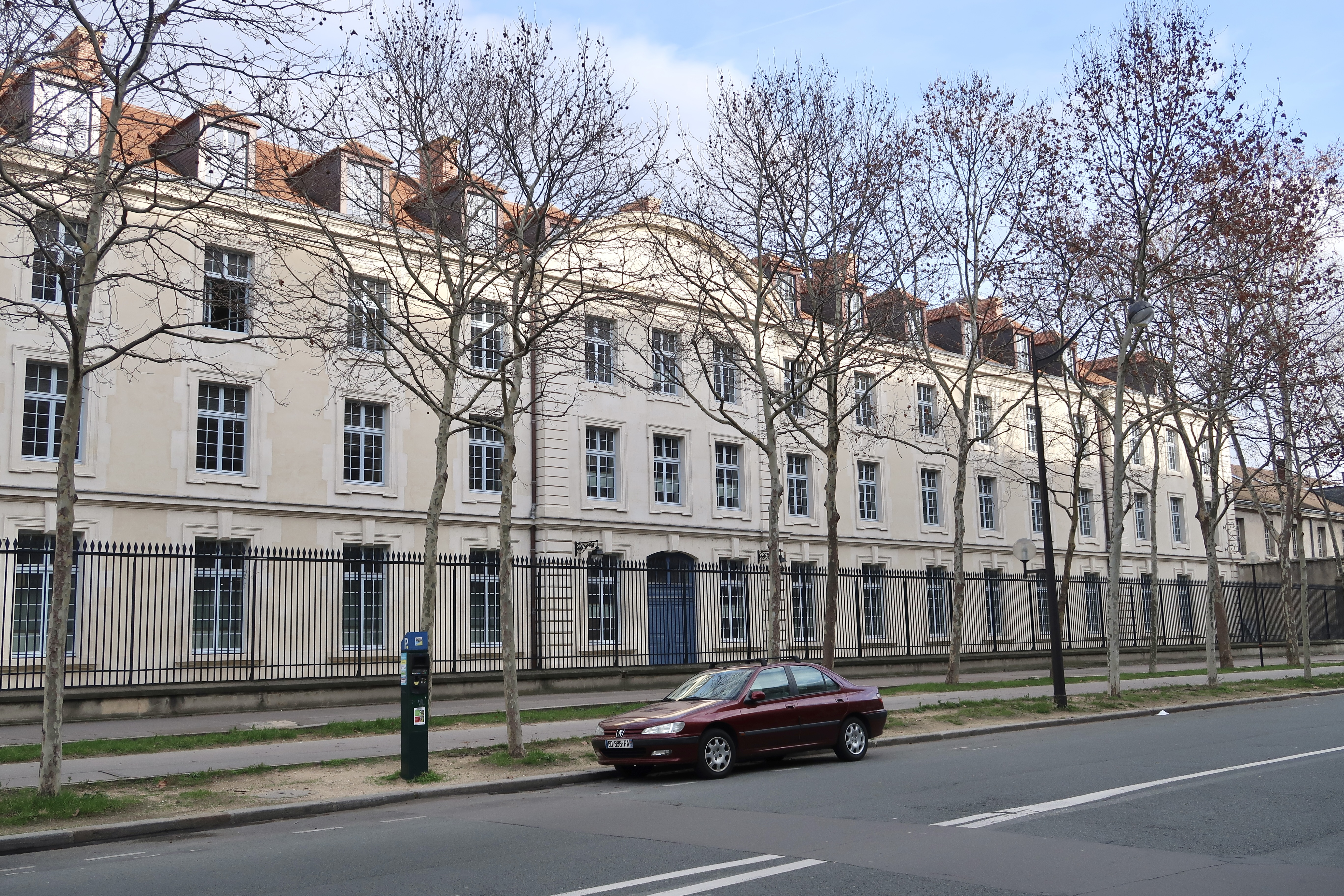
Façade sud de l'École militaire.
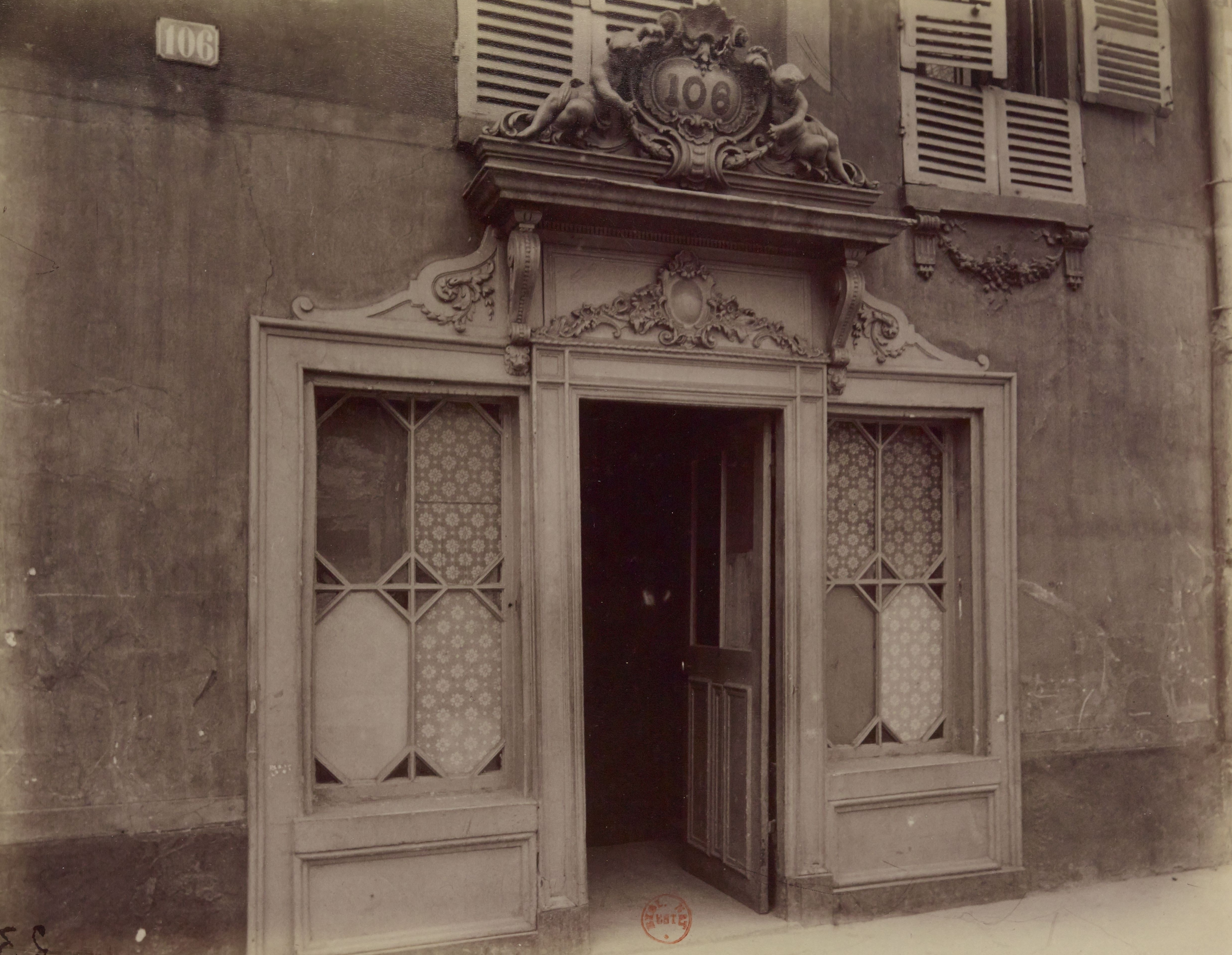
Façade de la maison close du no 106, photographiée entre 1910 et 1912 par Eugène Atget.